# São Lourenço do Bairro
São Lourenço do Bairro é uma povoação portuguesa sede da Freguesia de São Lourenço do Bairro do Município de Anadia, freguesia com 15,38 km² de área e 2288 habitantes (censo de 2021), e, por isso, uma densidade populacional de 148,8 hab./km².
Foi vila e sede de concelho entre 1514 e 1853. Este era constituído por uma freguesia e tinha, em 1801, 1 025 habitantes. As reformas administrativas do início do liberalismo levaram à integração no concelho das freguesias de Ancas, Óis do Bairro, Sangalhos, Vilarinho do Bairro e Troviscal. Tinha, em 1849, 7 640 habitantes. 
A maratonista Cátia Figueiredo é natural desta freguesia.

## Demografia
Nota: Por decreto de 14 de fevereiro de 1876 deixaram de fazer parte desta freguesia os lugares de Melada, Quinta do Forno, Freixo e Costa do Banho, que passaram a fazer parte da freguesia de Vilarinho do Bairro. Com lugares desta freguesia foi criada em 1985 a freguesia de Paredes do Bairro.
A população registada nos censos foi:
| Distribuição da População por Grupos Etários | Distribuição da População por Grupos Etários | Distribuição da População por Grupos Etários | Distribuição da População por Grupos Etários | Distribuição da População por Grupos Etários |
| -------------------------------------------- | -------------------------------------------- | -------------------------------------------- | -------------------------------------------- | -------------------------------------------- |
| Ano                                          | 0-14 Anos                                    | 15-24 Anos                                   | 25-64 Anos                                   | > 65 Anos                                    |
| 2001                                         | 375                                          | 337                                          | 1352                                         | 489                                          |
| 2011                                         | 310                                          | 259                                          | 1271                                         | 574                                          |
| 2021                                         | 253                                          | 204                                          | 1120                                         | 711                                          |

## Património
- Igreja Matriz de São Lourenço do Bairro
- Pelourinho de São Lourenço do Bairro
- Capela de Nossa Senhora das Lezírias
- Dois cruzeiros
- Antigos Paços do Concelho
- Casa setecentista em frente da igreja
- Casa do visconde de Seabra
- Capelas de São Simão e de São Mateus
- Casa seiscentista em Espairo

## Aldeias
Locallidades da Freguesia de São Lourenço do Bairro:
- Couvelha
- Cabana
- Espairo
- Grou
- Levira
- Lezírias
- Outeiro de Baixo
- Outeiro de Cima
- Pedralva
- Ribafornos
- São Lourenço do Bairro
- São Mateus